# Haka
Ne doit pas être confondu avec Hakka, Hakha, Aka ou Kapa haka.
Pour les articles homonymes, voir Haka (homonymie).

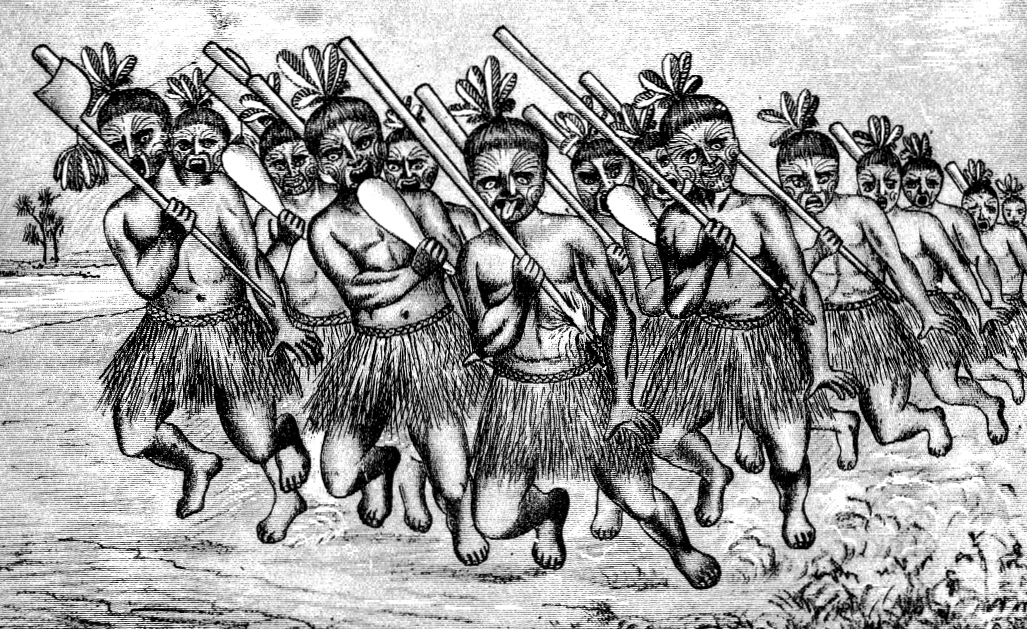
Représentation d'un haka datant du XIX

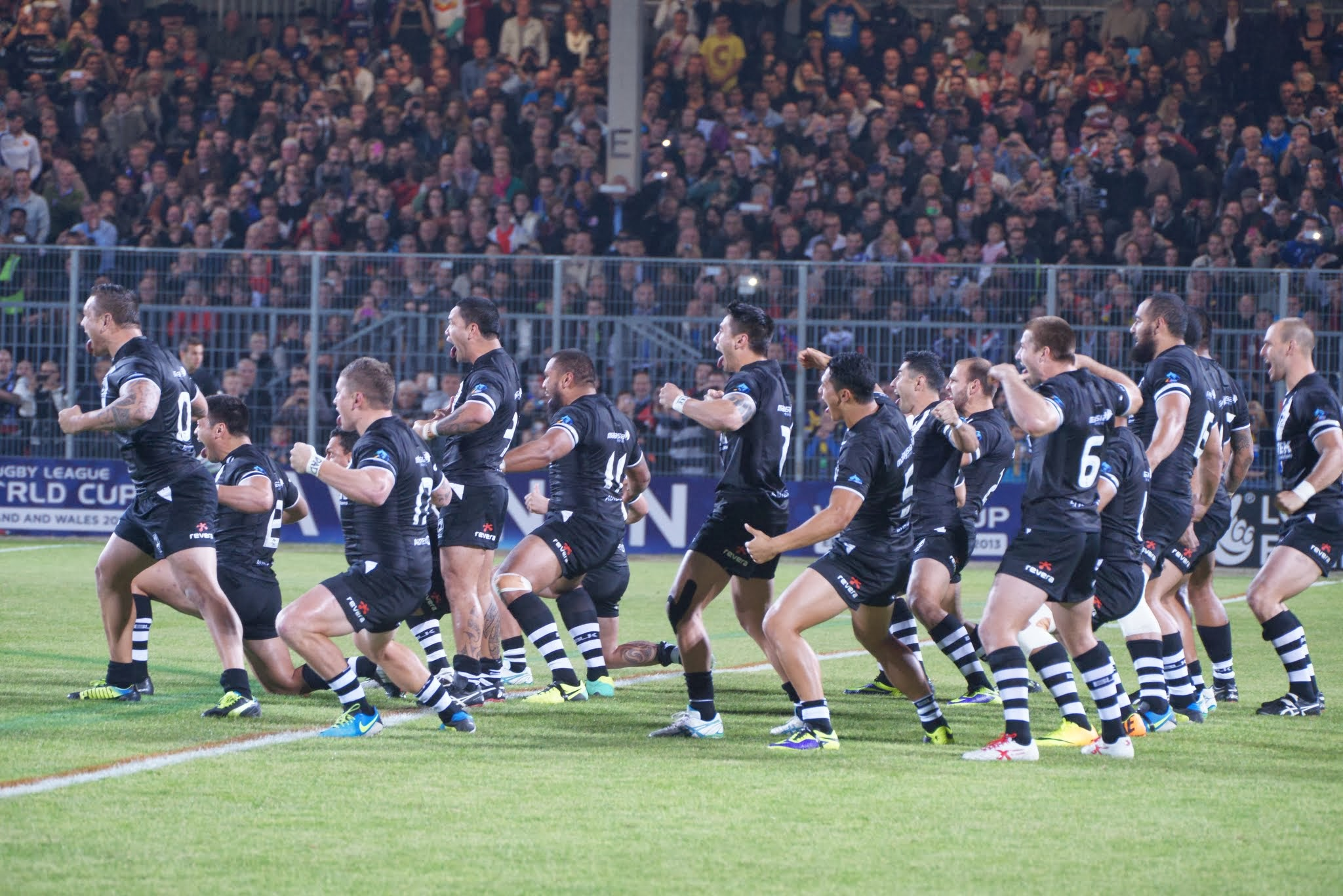
Le haka de l'équipe de Nouvelle-Zélande de rugby à XIII, les Kiwis, lors de la Coupe du monde de rugby à XIII 2013.

Le haka est une danse chantée rituelle pratiquée par les Maoris lors de conflits, de manifestation, de protestation, de cérémonies ou de compétitions amicales pour impressionner les adversaires. Les Maoris l'ont rendu mondialement célèbre par l'intermédiaire de l'équipe de rugby à XV de Nouvelle-Zélande, les All Blacks, qui l'interprètent avant leurs matchs depuis 1905.

## Origines
Selon la mythologie māori, Tama-nui-to-ra, le dieu soleil, avait deux épouses : Hine-raumati, dame de l’été, et Hine-takurua, dame de l'hiver. L’enfant né de Tama-nui-to-ra et de Hine-raumati s’appelait Tane-rore. Il fut crédité de l’origine de la danse. Tane-rore est le tremblement de l’air vu lors des journées chaudes de l’été et est représenté par le tremblement des mains lors de la danse.
Haka est un nom générique pour toutes les danses māori. Étymologiquement, le mot haka signifie « faire ». Et ce type de danse se pratiquait dans toute l'Océanie polynésienne. Il n'était pas rare de trouver dans les paroles des haka des mots crus, et des insultes à destination de l'ennemi.
Aujourd’hui, le haka est défini comme la partie du répertoire de danse où les hommes sont à l’avant et les femmes à l'arrière pour le support vocal. La plupart des haka présentés aujourd’hui sont des haka taparahi ou haka sans armes.
Plus que tout autre aspect de la culture māori, cette danse complexe est une expression de la passion, de la vigueur et de l'identité de ce peuple. Le haka, plus qu'un passe-temps, était une coutume d'importance, particulièrement au moment de souhaiter la bienvenue lors de rencontres sociales. La réputation des tribus reposait en partie sur leur habileté à faire le haka (hamana mahuika).[réf. souhaitée]

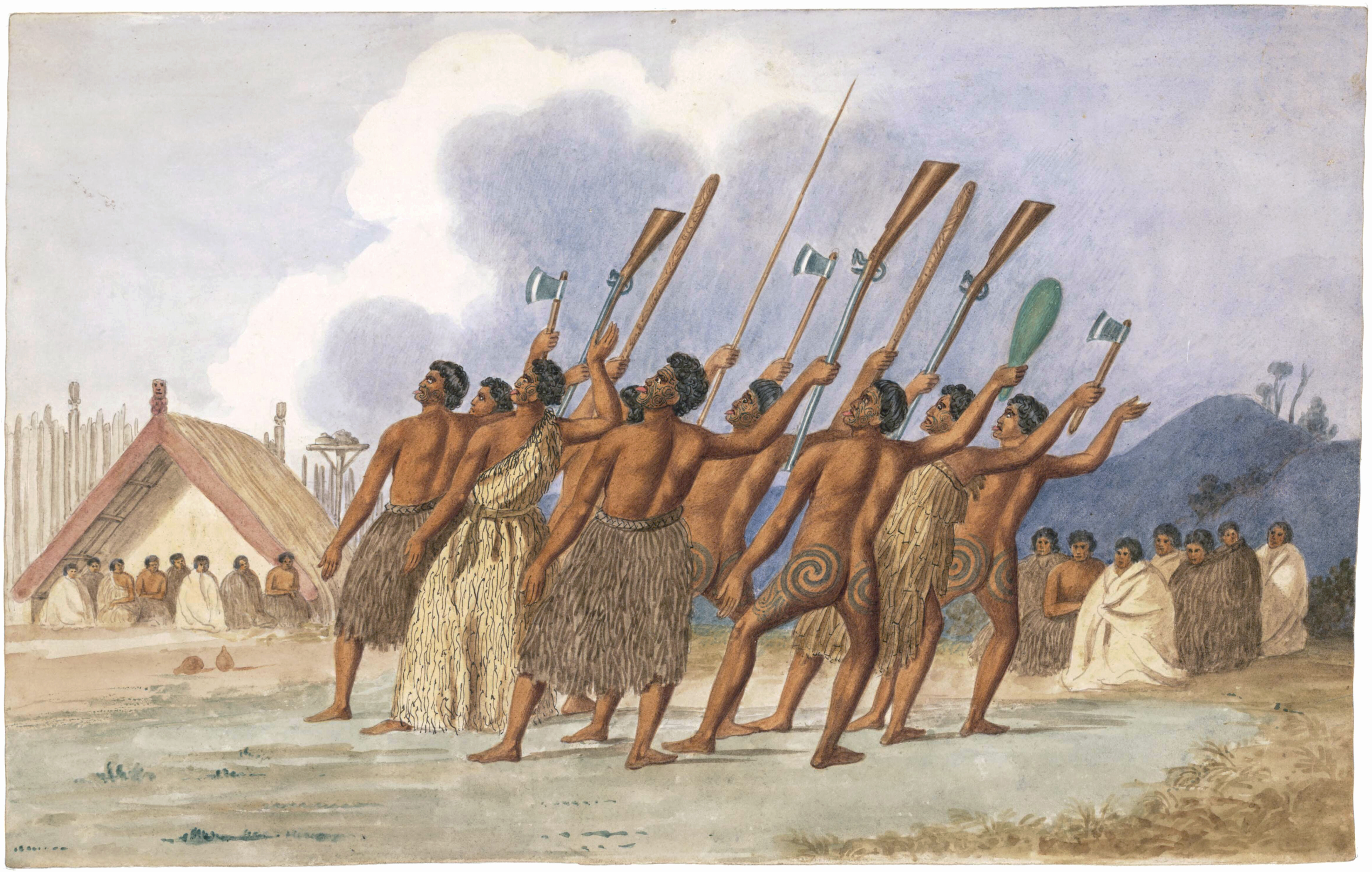
Le haka, danse rituelle māori, gravure du XIXe siècle
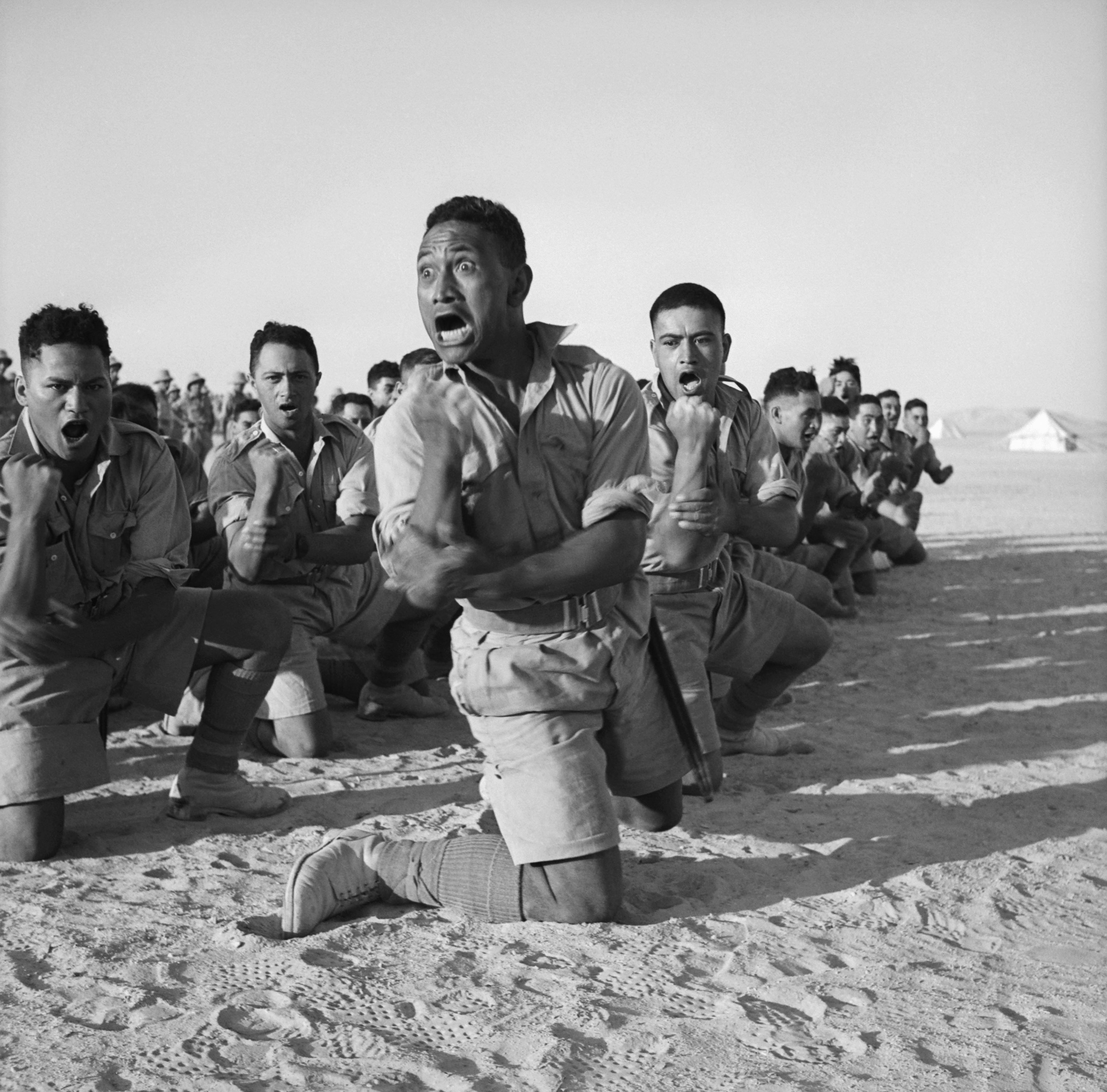
Haka effectué par les soldats du bataillon Maori (en) de l'armée néo-zélandaise lors de la Seconde Guerre mondiale

## Usage actuel
Le haka devient célèbre à travers le monde grâce au rayonnement de l'équipe néo-zélandaise de rugby à XV, les All Blacks. Les joueurs, en tenue noire, interprètent traditionnellement un haka avant le début de chacune de leurs rencontres, dans le but d'impressionner l'adversaire. L'interprétation systématique du haka date de 1987, lors de la première Coupe du monde de rugby. Il est auparavant réservé aux tournées des All Blacks dans les pays étrangers. Les Wheel Blacks, l'équipe nationale néo-zélandaise de rugby en fauteuil roulant, effectuent également un haka en début de match. Ces danses guerrières sont originellement interprétées sur les champs de bataille, face aux ennemis. L'infériorité numérique de ces peuples est donc comblée par ces danses qui ont pour but d'effrayer les adversaires, ainsi que de motiver les troupes l'interprétant.
Mais les joueurs de rugby à XV ne sont pas les seuls à l'utiliser avant leur match sportif – les équipes de Nouvelle-Zélande de rugby à XIII ou de basket-ball font de même. Le haka occupe une part très importante dans la vie culturelle des Néo-Zélandais (qu'ils soient māori, métis ou anglo-saxons) et constitue un élément fondamental de leur identité nationale. On pratique le haka partout : dans les lycées, les universités, dans l'armée, etc.
Tana Umaga conduit le Kapa o Pango, un haka d'un genre nouveau très impressionnant, lors du match Nouvelle-Zélande - Afrique du Sud le samedi 27 août 2005 à Dunedin.
D'autres nations de la zone océanienne effectuent des chorégraphie martiales (appelées à tort des haka) avant d'entamer une rencontre de rugby à XIII ou à XV : ainsi, les Fidji (Cibi), les Samoa (Siva tau), les îles Cook, les Tonga (Kailao ou Sipi tau) et l'île de Niue (Takalo (en)) possèdent leur propre « danse » d'avant-match. Dans ce cas, quand ces équipes se rencontrent en compétition officielle, les danses de chaque équipe sont exécutées simultanément selon le protocole, comme lorsque les Tonga et les Samoa s'affrontent, lors de la Coupe du monde de rugby à XIII de 2017.
Dans le cadre des animations autour de la coupe du monde de rugby 2007, un haka géant est organisé à Béziers sur la pelouse du stade de la Méditerranée le 30 juin 2007. Les gestes de l'association wallisienne Lomipiau sont ainsi reproduits par 525 participants. Par ailleurs, lors de la venue des All Blacks au Pavillon noir d'Aix-en-Provence, le chorégraphe de danse contemporaine Angelin Preljocaj compose spécialement un « haka » pour 15 danseuses.
Lors du défilé du 14 juillet à Paris en 2011, placé sous le signe de la France d'outre-mer, des militaires de la zone Pacifique effectuent un haka devant la tribune présidentielle.
En 2015, 1 700 élèves d'un lycée pour garçons en Nouvelle-Zélande, effectuent un haka en l’honneur de leur professeur décédé, Dawson Tamatéa.
La première prestation du haka moderne, effectuée en 1987 lors de la coupe du monde de rugby qui se déroule en Nouvelle-Zélande même, s'inspire du chef de tribu Te Rauparaha qui se cache d'un village ennemi. Le Ka Mate - « Je meurs » ainsi que le Ka Ora - « Je vis » sont donc créés pour souligner le parcours de cet homme.
Le haka néo-zélandais est encore utilisé, malgré son évolution à travers les années. Son emploi garde toutefois les mêmes significations qu'à sa création. Ces danses sont utilisées lors d'événements tels que les mariages ainsi que les funérailles. Par ailleurs, la fusillade du 15 mars 2019 en Nouvelle-Zélande faisant plus de cinquante morts est commémorée dans les rues de Christchurch par divers hakas effectués par les étudiants, et certains employeurs de compagnie de la ville.

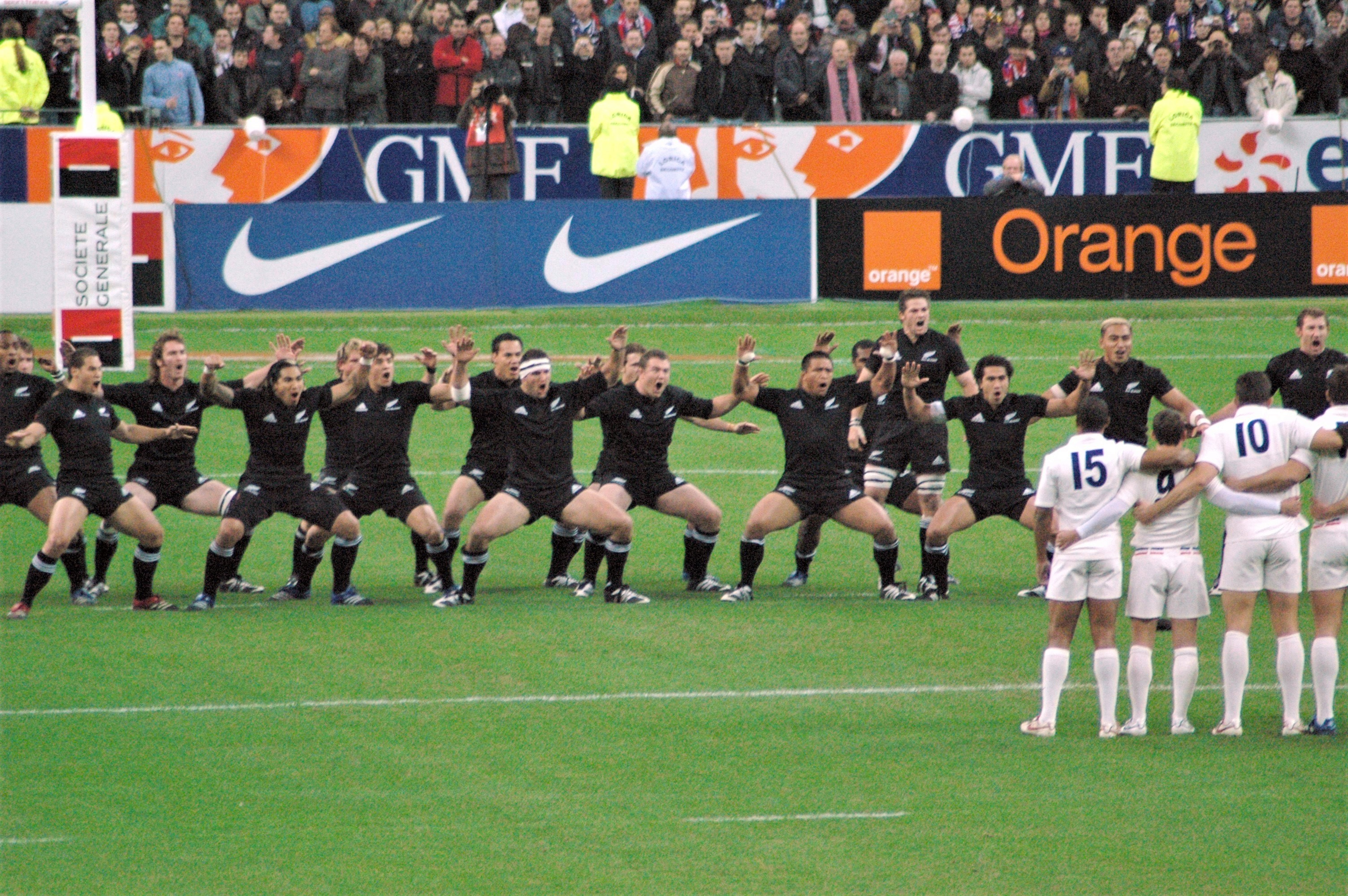
Haka effectué par les All Blacks avant un match contre la France en 2006
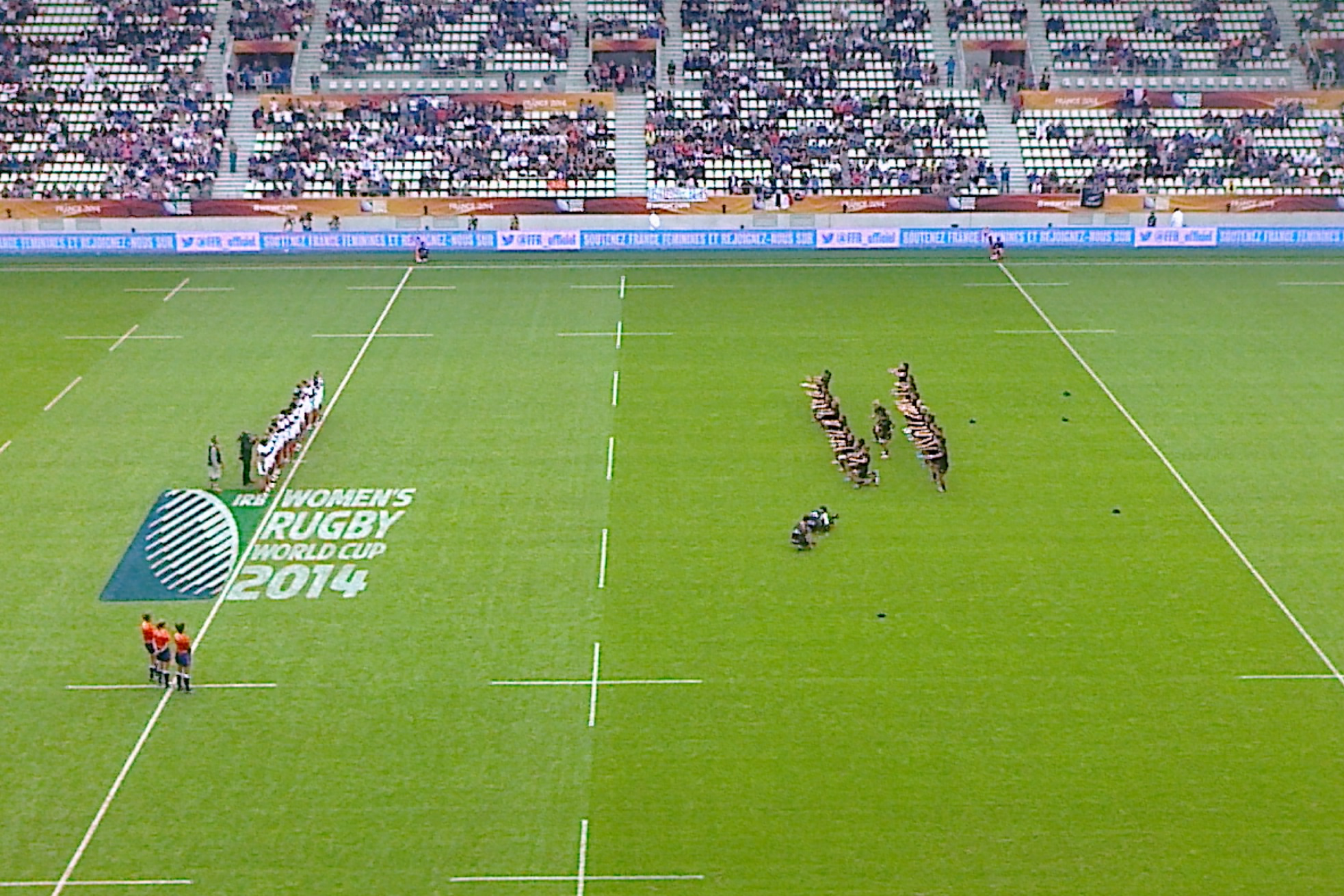
Haka exécuté par les joueuses de l'équipe de Nouvelle-Zélande de rugby lors de la Coupe du Monde féminine 2014
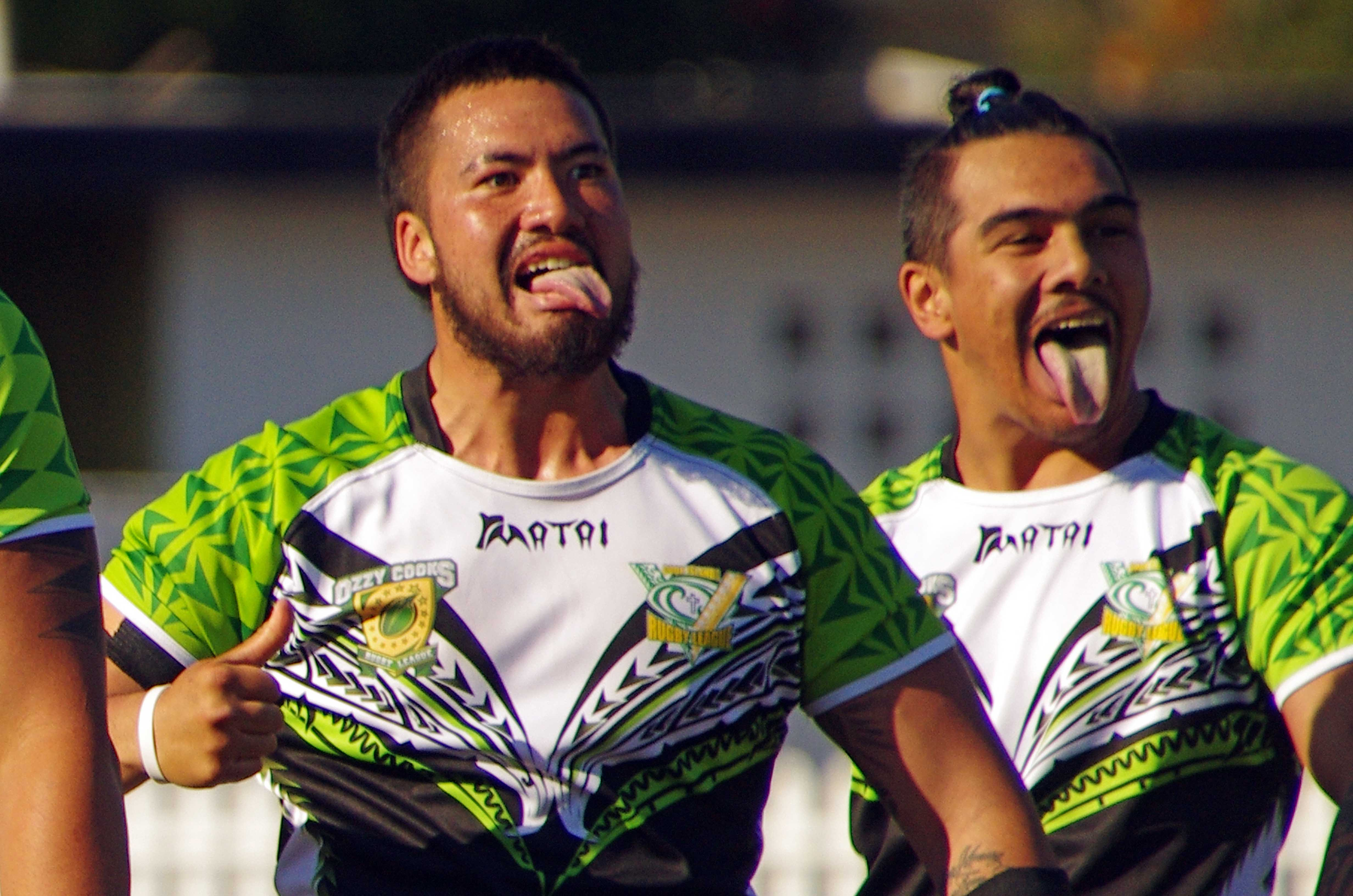
L'équipe des îles Cook qui exécute un haka avant une rencontre de rugby à XIII face à Niue

## Les différents haka
- Ka mate[13]
- Kapa haka
- Kapa o Pango
- Timatanga (le haka des Maori All Blacks depuis 2001)
- Te Iwi Kiwi (le haka de l'équipe de Nouvelle-Zélande de Rugby à XIII depuis 2013)
- Tu Kaha o Pango Te Kahikatea (le haka de l'équipe de Nouvelle-Zélande de basketball)
- Tika Tonu

## Réponses au haka
Même si le rituel est actuellement très connu et documenté au sein du monde sportif mondial, il pose un problème certain de protocole d'avant-match.
En effet, en exécutant le haka face à une équipe qui ne le pratique pas, une équipe sportive peut prendre un ascendant psychologique,, puisque son but est entre autres de provoquer ou d'impressionner son adversaire. Cependant l'efficacité de l'impact psychologique du haka sur l'adversaire reste à prouver. Par ailleurs, elle rompt  un principe d'égalité que sous-tend le protocole, puisqu'en temps normal les deux équipes sont présentées à égalité à la tribune présidentielle, leurs hymnes nationaux joués. La seule entorse à l'égalité formelle étant que l'on joue pratiquement toujours l'hymne de l'équipe qui reçoit en second, par courtoisie pour l'équipe visiteuse. Toujours pour respecter l'égalité, le tirage au sort est par ailleurs retenu pour déterminer sur quel côté du terrain l'équipe gagnante du « toss  » va jouer ou si elle va engager ou recevoir en rugby (à XV ou XIII). En compétition internationale à élimination directe, les tenues sont même tirées au sort (tenue domicile ou extérieure). Le haka est donc une rupture de cette égalité formelle, puisque l'équipe qui l’exécute bénéficie d'un privilège en étant autorisée à accomplir un acte de plus que son adversaire. 
En conséquence, des équipes sportives ont parfois choisi d'ignorer les joueurs performant le haka, soit en s'échauffant, soit en positionnant ses joueurs sur le terrain pour le début de la partie, dans l'attente du coup de sifflet d'engagement, ou en quittant le terrain.
Les Australiens, en rugby à XIII, ont une sorte de chant de combat appelé le « chant des kangourous » ou « Wallee Mullara Choomooroo Tingal ».
La plupart des équipes se contentent d'aligner les joueurs ou les joueuses derrière la ligne de milieu de terrain, ceux-ci ou celles-ci se tenant par les épaules, bras dessus, bras dessous, et regardant les adversaires interpréter leur danse. L’équipe de Galles de rugby à XV ayant parfois choisi de rester alignée quelques minutes, après que les joueurs néo-zélandais aient terminé le haka.
Par le passé, l’Équipe de France de rugby à XV, a choisi plusieurs façons de répondre aux hakas néo-zélandais : alignement des joueurs, port des couleurs nationales, ou comme en coupe du monde, franchissement de la ligne de milieu du terrain, ce qui lui vaut parfois des amendes. Cela va parfois encore plus loin avec un avancement et rapprochement des joueurs presque au contact des joueurs adverses.
Ce défi est également fréquent entre équipes océaniennes en rugby à XIII, certains joueurs allant au contact physique des joueurs adverses. 
Quant au public, s'il apprécie toujours ce moment particulier et ce spectacle que constitue le haka, il est édifiant de constater qu'il peut siffler ou se manifester bruyamment pendant son déroulement, et cela même dans les pays anglo-saxons. En Angleterre, les supporters de rugby à XV peuvent même chanter Sweet Chariot.

## Le haka dans la culture populaire
On trouve de nombreuses références au haka dans le cinéma contemporain.
Par exemple dans le cinéma francophone, il est question de haka dans le film Mercenaire de 2016. Sommé de faire un haka par ses coéquipiers, le héros refuse sentant de la moquerie dans la demande. Il en fera finalement un avant la fin du film mais pour motivier ses coéquipiers dans une mauvaise passe.
Mais le succès du haka entraine également de nombreuses parodies. Des parodies qui ne sont pas sans entrainer des polémiques et les Maoris dénoncent  l'appropriation culturelle faite de leur danse traditionnelle. 